# Février 1941 (guerre mondiale)
Chronologie de la Seconde Guerre mondiale
Janvier 1941 - Février 1941 -  Mars 1941
- 12 février : 
  - Le général Erwin Rommel nommé à la tête des forces allemandes en Afrique du Nord (Afrika Korps), débarque à Tunis.
- 17 février :
  - Rencontre entre Pétain et Franco à Montpellier, lors du retour de ce dernier d'un déplacement en Italie[1]

- 25 février : 
  - Mogadiscio, en Somalie italienne est pris par des forces britanniques.